# Malik ibn Anas
Mālik ibn Anas ibn Malik ibn ʿĀmr al-Asbahi (in arabo مالك بن أنس‎?), noto anche come "Imam Malik", "Shaykh al-Islam", "Testimone della Comunità" e "Imam della dimora dell'emigrazione" (Medina, 715 circa – Medina, 796) è stato un giurista e imam arabo esperto di fiqh sunnita. L'Imam Shafiʿī, che fu uno dei suoi allievi per nove anni e fondatore di un altro madhhab, disse: "quando si parla di storiografi, Malik è una stella". Il madhhab malikita, che ha preso il nome da lui, è una delle quattro scuole di giurisprudenza sopravvissute fino ai nostri giorni e seguite dai musulmani sunniti.

## Biografia
Il suo nome completo era Abū ʿAbd Allāh Mālik ibn Anas ibn Mālik b. Abī ʿĀmir b. ʿAmr b. al-Hārith b. Ghaymān b. Khuthayl b. ʿAmr b. al-Hārith.
Era figlio di Anas ibn Mālik (da non confondere con l'omonimo Compagno del Profeta) e di Aliya bint Shurayk al-Azdiyya. Nacque a Medina intorno al 715. La sua famiglia proveniva dalla tribù al-Asbahi dello Yemen, ma il suo bisnonno Abū ʿĀmir si trasferì con la famiglia a Medina dopo la conversione all'Islam, nel secondo anno dopo l'egira (623).
Secondo la stessa al-Muwaṭṭaʾ da lui composta, era alto, tarchiato, imponente di statura, molto bello, con barba e capelli bianchi, ma calvo, con una barba fluente e gli occhi azzurri.

### Maestri
Vivendo a Medina ebbe modo di frequentare alcuni dei personaggi più colti del primo Islam. Memorizzò il Corano nel corso della sua giovinezza, imparando la recitazione dall'Imam Abu Suhayl Nafi' ibn 'Abd al-Rahman, dal quale ricevette il Sanad, o certificazione e permesso all'insegnamento. Studiò con molti famosi storiografi come Hisham ibn Urwa, Ibn Shihab al-Zuhri, assieme all'Imam Abu Hanifa, il fondatore del Madhab hanafita, all'epoca del sesto Imam sciita Ja'far al-Sadiq.

### Catena dorata della narrazione
La silsila ("catena") trasmettitoria dell'Imam Malik fu considerata la più autentica e definita Silsilat al-Dhahab, ossia "Catena dorata dei tradizionisti" da famosi studiosi di ʾaḥādīth come l'Imam Bukhari. La 'Catena dorata' della sua trasmissione vedeva come ultimo anello Malik, che aveva ricevuto l'informazione da Nafi', che a sua volta aveva ascoltato Ibn Umar il quale aveva imparato direttamente da Maometto.

### Riluttanza ad interpretare verdetti religiosi
Malik approfittò del fatto di essere contemporaneo di molti dei Tabi'in per formulare la sua scuola di pensiero, con cui egli dava la precedenza ai comportamenti degli abitanti di Medina nei ʾaḥādīth, qualora vi fosse qualche controversia. Ciò dipendeva dal fatto che Malik considerava la tradizione medinese come quella che aveva meglio conservato le tradizioni (sunna) dell'epoca del Profeta, che lì aveva vissuto e formato la sua prima Umma.
Malik, tuttavia, mostrò una certa riluttanza nell'emettere verdetti su materie d'interesse sciaraitico, spiegando in una delle sue dichiarazioni più famose che:

### Interpretazione testuale deiʾaḥādīthsugli attributi di Allah
Malik dava un'interpretazione letterale dei ʾaḥādīth riguardanti gli attributi di Allah.
Al-Darāqutnī scrisse che Malik, alla domanda su quali fossero gli attributi di Allah, rispose: "Prendili come vengono". Inoltre, il Qadi Iyad riferisce che a Malik venne chiesto se le persone avrebbero potuto guardare Allah, in base alla rivelazione che dice "e alcuni volti splenderanno radiosi in quel giorno, guardando il loro Signore". Malik rispose: "Sì, con questi due occhi", anche se il suo studente rispose: "Ci sono persone che dicono che non sarà guardare Allah il loro premio". Alla qual obiezione Malik rispose: "Hanno mentito, e non vedranno Allah".

### Opposizione allabid'ao innovazione perniciosa nella fede
Malik si opponeva fortemente a qualunque motivo di bid'a (innovazione perniciosa) e diceva agli altri di non usare il saluto islamico di al-salām ʿalaykum alla gente biasimevolmente innovatrice. Malik spiegò che "colui che stabilisce una innovazione in materia di Islam come qualcosa di buono, afferma di fatto che Maometto ha tradito la sua fiducia nel trasmettere il messaggio di Dio, quando il Profeta disse: 'Oggi ho perfezionato per voi la vostra religione'. Tutto ciò che non faceva parte della religione di allora, non fa parte della religione di oggi".

### Proibizione del Kalām
Malik vietò severamente la teologia dogmatica (kalām) e i discorsi filosofici, indistintamente chiamati spesso da lui "kalām". Egli riteneva che il kalām fosse radicato nelle dottrine eretiche, riprese e seguite da teologi controversi come Jahm ibn Safwan. Alla domanda su un individuo che aveva approfondito il kalām, Malik rispose: "Egli definisce la sua riflessione kalām, ma se questa fosse stata [vera] conoscenza, i Compagni e i Tabi'in ne avrebbero parlato, come hanno parlato delle norme e delle regole".

## Controversie
Nonostante la sua riluttanza a emettere responsi giuridici (fatawa), Malik fu molto schietto. Egli emise ad esempio una fatwā contro la costrizione a giurare fedeltà al Califfo al-Mansur, e ricevette per questo la pena della fustigazione per le sue posizioni. Al-Mansur protestò con Malik, e gli offrì del denaro e una residenza a Baghdad, ma Malik rifiutò di lasciare la città del Profeta Maometto. Successivamente, Hārūn al-Rashīd chiese a Malik di rendergli visita mentre compiva il hajj. L'Imam rifiutò, e invitò a sua volta il nuovo califfo a raggiungerlo a Medina.

## Morte
L'Imam Malik morì a Medina nel 796 e venne inumato nel famoso cimitero del Jannat al-Baqīʿ al di là della Moschea del Profeta (Masjid al Nabawi). Così scrisse Ismāʿīl b. Abī Uways: 
(Trad. di A. Bausani)

## Opere
L'Imam Malik scrisse la al-Muwatta, "l'approvata", che venne definita dall'Imam Muhammad ibn Idris al-Shafi'i il libro più importante sulla terra dopo il Corano.
- Al-Muwaṭṭaʾ
- al-Mudawwana al-Kubra